# Consejo Internacional de Archivos
El Consejo Internacional de Archivos (CIA o ICA, según sus siglas en inglés) es una organización no gubernamental creada en 1948 para promover la cooperación, la investigación y el desarrollo internacionales en todos los campos relacionados con los archivos. Tiene su sede en París, Francia, en el edificio de los Archivos Nacionales de Francia.
El CIA está regido por una asamblea general y administrado por un Comité ejecutivo. Su función es crear foros regionales para los archiveros de todas las partes del mundo y reunir a archiveros e instituciones interesadas, creando comités para lograr la solución de problemas concretos. La secretaría se dedica a la gestión de la organización y sirve para vincular a los miembros entre ellos. 

## Iniciativas de la organización
- Desarrollo de normas de descripción: ISAD(G) (1994); la ISAAR(CPF) (2ª ed., 2004); la ISDF (2007); y la ISDIAH (2008).[1]
- Aprobación del Código de Ética Profesional (1996), y elaboración de la Declaración Universal de los Archivos (DUA) (2011).